# 冯文平
冯文平（？—），男，中华人民共和国军事人物、政治人物，中国人民解放军少将，曾任中共浙江省委常委、中国人民解放军浙江省军区司令员。